# ГЕС Myntdu Leshka
ГЕС Myntdu Leshka — гідроелектростанція на сході Індії у штаті Меґхалая. Використовує ресурс із річки Myntdu, яка дренує південний схил Jaintia Hills та під назвою Shari-Goyain впадає на території Бангладеш праворуч до Сурми (одне з русел річки Барак — верхньої течії Меґхни, що прямує до Бенгальської затоки, зливаючись на своєму шляху зі спільним рукавом Гангу і Брахмапутри Падмою).
У межах проекту річку перекрили бетонною гравітаційною греблею висотою 63 метри та довжиною 320 метрів, яка утримує водосховище з площею поверхні 0,7 км2 та об'ємом 14 млн м3 (корисний об'єм 7,3 млн м3). Звідси через лівобережний гірський масив прокладено дериваційний тунель довжиною біля 3,5 км, який переходить у три водоводи завдовжки по 0,75 км та діаметром по 2 метри, що подають ресурс до наземного машинного залу. Останній розташований на струмку, що за кілька кілометрів по тому впадає ліворуч до Myntdu.
Основне обладнання станції становлять три турбіни типу Френсіс потужністю по 42 МВт, які при напорі у 300 метрів забезпечують виробництво 0,5 млрд кВт-год електроенергії на рік.